# Trigonella laxiflora
Trigonella laxiflora är en ärtväxtart som beskrevs av James Edward Tierney Aitchison och John Gilbert Baker. Trigonella laxiflora ingår i släktet trigonellor, och familjen ärtväxter. Inga underarter finns listade i Catalogue of Life.